# Association Scoute du Togo
L'Association Scoute du Togo est l'organisation nationale de scoutisme au Togo.

## Historique
Fondée en 1920, l'Association Scoute du Togo intègre l'Organisation mondiale du mouvement scout en 1977. Elle revendique 9727 membres en 2011.